# 布都美村
布都美村（ふつみそん）は、岡山県赤磐郡にあった村。現在の赤磐市合田、石上、小鎌、坂辺（一部）、中畑、西勢実、広戸及び、岡山市北区御津石上、御津中畑に当たる。赤坂町に編入された、合田の一部は大字坂辺に編入され、地名としては吉井町に編入された側のみ残った。

## 沿革
- 1889年6月1日 - 町村制施行に伴い、赤坂郡合田村、石上村、小鎌村、中畑村、西勢実村、広戸村が合併し、布都美村となる。
- 1900年4月1日 - 赤坂郡が磐梨郡と合併し、赤磐郡となる。
- 1956年9月30日 - 赤磐郡赤坂町、吉井町、御津郡御津町に分割して編入される。

## 教育
旧村内に教育機関なし

## 交通
旧村内を走る鉄道及びその駅はない。

### 道路
旧村内を走る高速道路はない。
- 国道
  - 国道484号
- 主要地方道
  - 岡山県道27号岡山吉井線
- 一般県道
  - 岡山県道255号仁堀中御津線
  - 岡山県道468号平岡小鎌線

## 地理
- 山岳 : 大目山

## 神社
- 石上布津魂神社
- 鴨常普神社
- 高ライ神社
- 山上高オカミ神社

※「ライ」、「オカミ」は雨冠に口を左右に3つ、下に龍（淤加美神参照）。